# Avret Pazarları

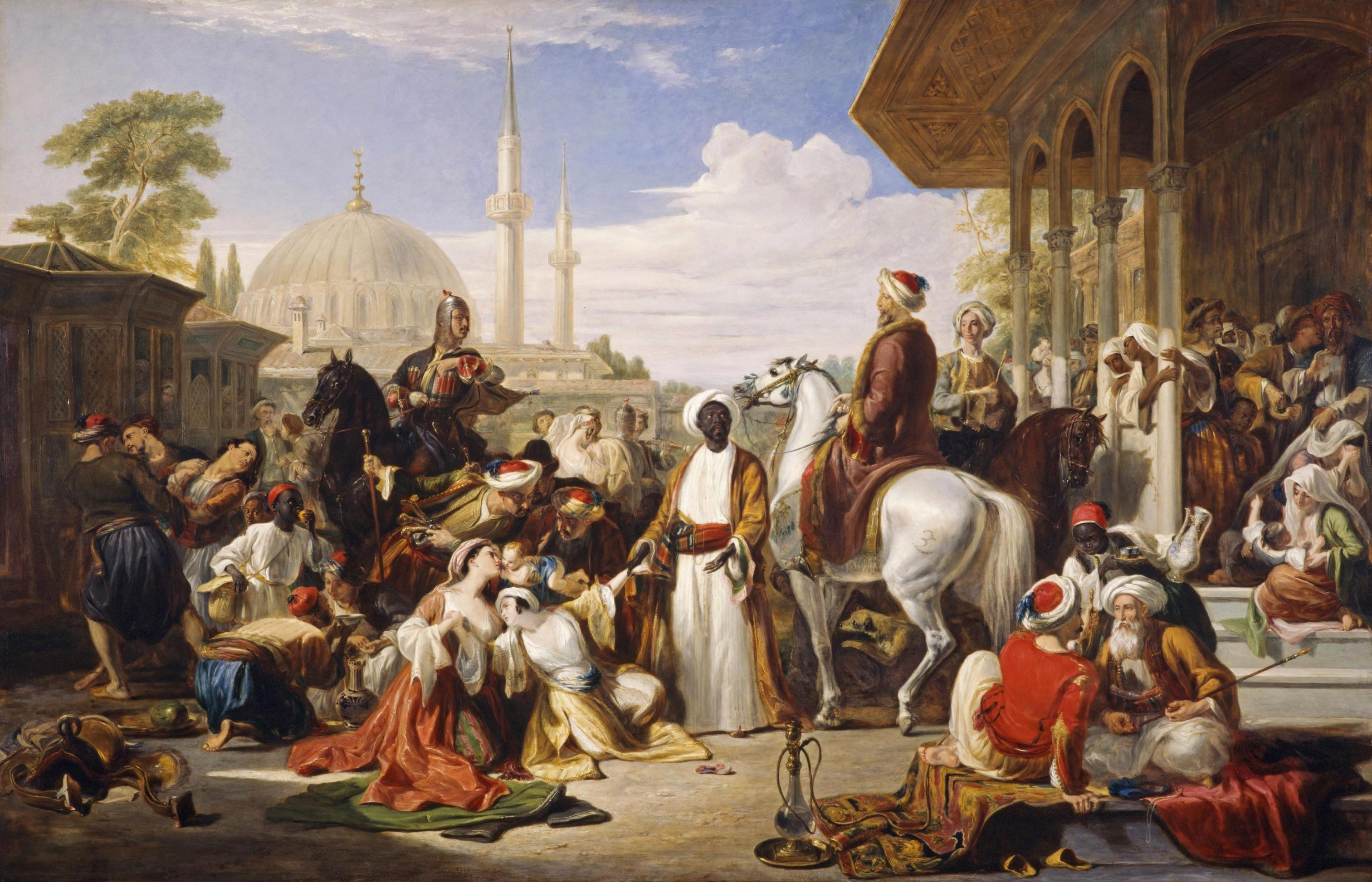
William Allan (1782-1850) - Avret Pazari

Avret Pazarları var en slavmarknad i centrala Aksaraydistriktet i Istanbul i Osmanska riket.
I Istanbul såldes manliga och kvinnliga slavar på olika marknader. Avret Pazari var den marknadsplats där kvinnliga slavar såldes. Kvinnliga slavar såldes ofta som unga flickor, då oskulder betingade högst pris, och flickorna kläddes av nakna på auktionsblock där de bands fast för att presumptiva köpare skulle kunna inspektera dem.
Avret Pazari stängdes 1846 genom Disestablishment of the Istanbul Slave Market. Slavmarknaden flyttade då in i slavhandlarnas hus och skedde inte längre offentligt.